# Aimée Sommerfelt
Aimée Sommerfelt (* 1892; † 1975) war eine norwegische Schriftstellerin. Sie ist für viele Kinderbücher international bekannt, u. a. Veien til Agra (1959).
Sommerfelt schrieb über Kriegsthematik, Immigration, Diskriminierung, Solidarität und die Dritte Welt.
Sie erhielt sechsmal das Literaturpreis für Kinder- und Jugendliteratur der Kultur- und Kirchenministerium sowie zahlreiche ausländische Auszeichnungen.

## Bibliographie (Auswahl)
- Stopp tyven! (1934)
- Fire detektiver arbeider med saken (1935)
- Trulte (1936)
- Trulte i toppform (1938)
- 16 år (1939)
- Lisbeth (1941)
- Ung front (1945)
- Annabeth (1948)
- Miriam (1950)
- Bare en jentunge? (1952)
- Morten og Monika (1954)
- Veien til Agra (1959)
- Den hvite bungalown (1962)
- Pablo og de andre (1964)
- Boka om Petter og Ram (1970)
- Boka om Manuel (1971)
- Den farlige natten (1971)
- Boka om Tavi og Marik (1972)
- Etterlyst (1973)
- Reisen til ingensteder (1974)